# Желіславе
Желіславе (пол. Żelisławie, нім. Ravensberg) — село в Польщі, у гміні Чаплінек Дравського повіту Західнопоморського воєводства.
Населення — 90 осіб (2011).
У 1975-1998 роках село належало до Кошалінського воєводства.

## Демографія
Демографічна структура станом на 31 березня 2011 року:
|          | Загалом | Допрацездатний вік | Працездатний вік | Постпрацездатний вік |
| -------- | ------- | ------------------ | ---------------- | -------------------- |
| Чоловіки | 48      | 11                 | 32               | 5                    |
| Жінки    | 42      | 6                  | 24               | 12                   |
| Разом    | 90      | 17                 | 56               | 17                   |